# Влада Милутина Вучинића
Пламенчева влада је дала оставку 20. VI 1921. године. Указом краљице Милене од 28. VI 1921. године, за предсједника владе је постављен дивизијар Милутин Вучинић.
Када је Вучинић умро, августа 1922. године, Јован Пламенац се 16. септембра 1922. прогласио за предсједника владе, одбивши да призна краљицу Милену за намјесника. Краљица је декретом од 23. септембра 1922. за предсједника владе поставила др Анта Гвозденовића и тако настају 2 сукобљене владе. Формално ове владе није нико признавао.

## Чланови владе
| Функција                              | Слика     | Име и презиме       | Детаљи |
| ------------------------------------- | --------- | ------------------- | ------ |
| Предсједник Министарског Савјета      |           | Милутин Вучинић     |        |
| Министар Војни                        |           | Милутин Вучинић     |        |
| Министар Унутрашњих Послова           | заступник | Милутин Вучинић     |        |
| Министар Финансија                    | заступник | Милутин Вучинић     |        |
| Министар Спољних Послова              |           | Перо Ђ. Шоћ         |        |
| Министар Правде                       |           | Владимир Ђ. Поповић |        |
| Министар Просвјете и Црквених Послова | заступник | Владимир Ђ. Поповић |        |
| Министар Народне Привреде и Грађевина | заступник | Владимир Ђ. Поповић |        |